# Nowogard
Nowogard é um município da Polônia, na voivodia da Pomerânia Ocidental e no condado de Goleniów. Estende-se por uma área de 12,44 km², com 16 773 habitantes, segundo os censos de 2016, com uma densidade de 1348,3 hab/km².